# Xian de Luoyuan
Le xian de Luoyuan (罗源县 ; pinyin : Luóyuán Xiàn) est un district administratif de la province du Fujian en Chine. Il est placé sous la juridiction de la ville-préfecture de Fuzhou.

## Démographie
La population du district était de 253 093 habitants en 1999.